# Imbleville
Imbleville är en kommun i departementet Seine-Maritime i regionen Normandie i norra Frankrike. Kommunen ligger i kantonen Tôtes som tillhör arrondissementet Dieppe. År 2022 hade Imbleville 315 invånare.

## Befolkningsutveckling
Antalet invånare i kommunen Imbleville
| Referens: INSEE |